# 通秀桥
通秀桥，俗称“盐店桥”，位於江苏省昆山市周庄镇西市街西栅通秀里，是一处昆山市文物保护单位。

## 历史
通秀桥系清乾隆三十九年（1774）由木桥改建成单孔石拱桥。长11.7米，宽2.6米，高3.2米。以通秀桥为界，桥北河名“油车漾”，桥南河名“西湾漾”。

## 保护
2022年，通秀桥公布为第六批昆山市文物保护单位。